# Caucete megye
Caucete egy megye Argentína nyugati részén, San Juan tartományban. Székhelye Caucete.

## Népesség
A megye népessége a közelmúltban a következőképpen változott:
| Év   | Lakosság |
| ---- | -------- |
| 2001 | 33 473   |
| 2010 | 38 343   |